# Bodélé
Bodélé je suha endoreična kotlina (depresija) na južnem robu Sahare v Srednji Afriki, del ozemlja Čada in znana kot najpomembnejši vir mineralnih delcev v ozračju na svetu.
Depresija predstavlja nekdanje dno jezera Čad, ki je še v razmeroma nedavni geološki preteklosti, pred manj kot 10.000 leti, obsegalo mnogo večjo površino kot sedaj. Ogromni nanosi drobnih delcev so dejansko usedline tega pra-jezera, ki jih v veliki meri sestavljajo skeleti luknjičark (diatomej). Delce zlasti pozimi dvigajo vzhodni puščavski vetrovi (harmatan) in raznašajo v smeri Gvinejskega zaliva. Pomembno vlogo pri tem imata gorovji Tibesti in Enedi na zahodnem robu depresije, ki delujeta kot pregrada, odprtina med njima pa predstavlja tunel, ki močno pospeši zračne tokove. Zahodne obale Atlantskega oceana pri Slonokoščeni obali dosežejo v približno petih dneh. S satelitskimi posnetki je možno spremljati prašne oblake vse do Južne Amerike, kamor pridejo po desetih dneh.
Ker prašni delci, ki jih nosijo zračni tokovi, zmanjšujejo prosojnost ozračja, ima Bodélé nezanemarljiv vpliv na podnebje na svetovni ravni. Predstavljal naj bi tudi enega glavnih virov mineralov za deževne gozdove v porečju Amazonke na drugi strani Atlantskega oceana.